# Palazzo Silvestri-Rivaldi

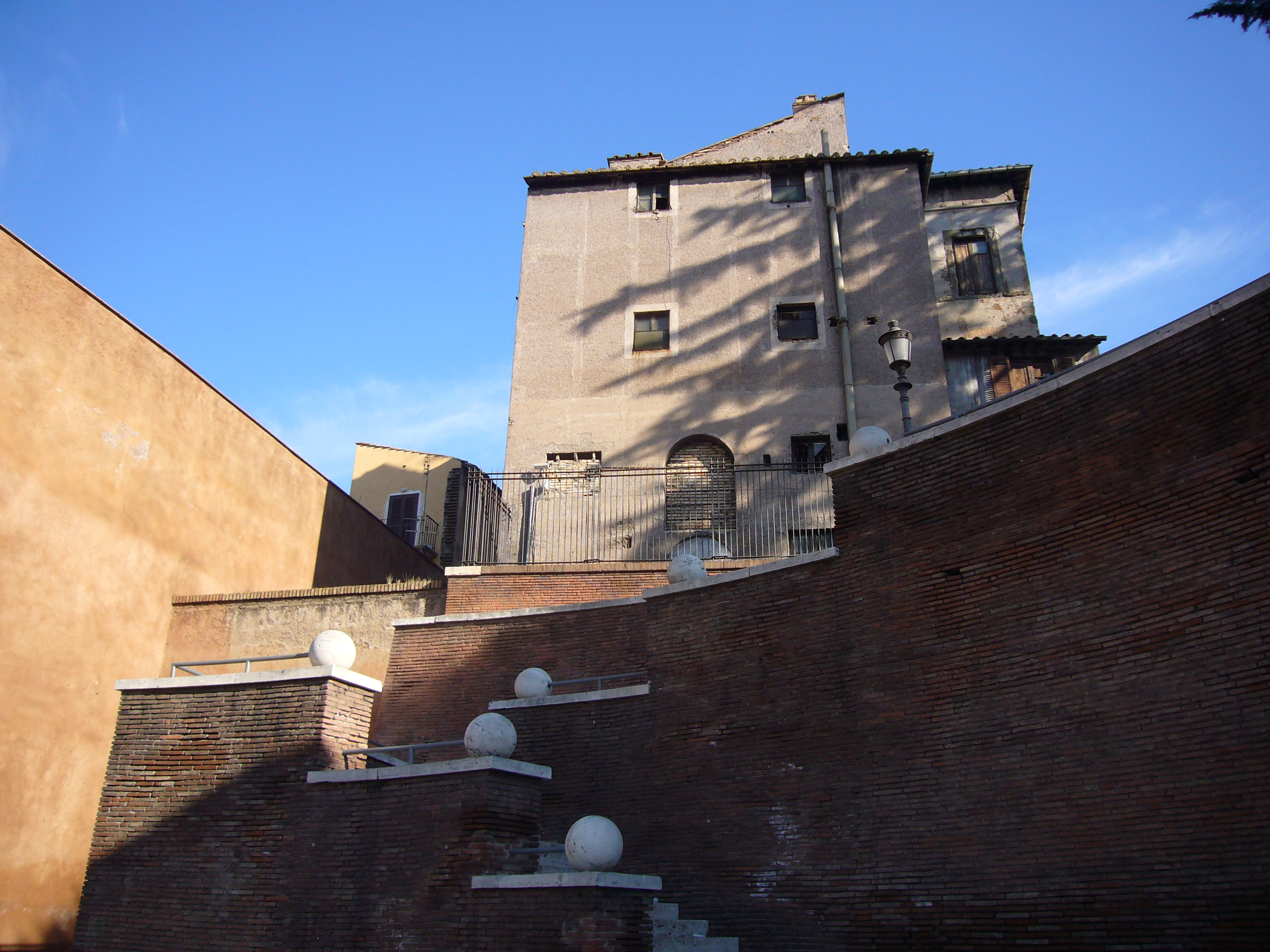
Vista do palácio a partir da Via dei Fori Imperiali.

Palazzo Silvestri-Rivaldi é um palácio localizado entre a Via dei Fori Imperiali e a Via del Colosseo, no rione Monti de Roma. Ele correspondeu a uma ala da antiga Villa Silvestri que, juntamente com o pátio interno, abrigava o Pio Istituto Rivaldi. No século XXI, passou a ser conhecido também como Convento Occupato por causa dos eventos que ali transcorreram.

## História
O edifício foi construído por Antonio da Sangallo, o Jovem, nos primeiros anos da década de 1540 por ordem de Eurialo Silvestri, um cubiculário (em italiano:  cameriere segreto) do papa Paulo III, mas as obras foram interrompidas com a morte do papa em 1549, o que também acabou com a carreira de Silvestri.

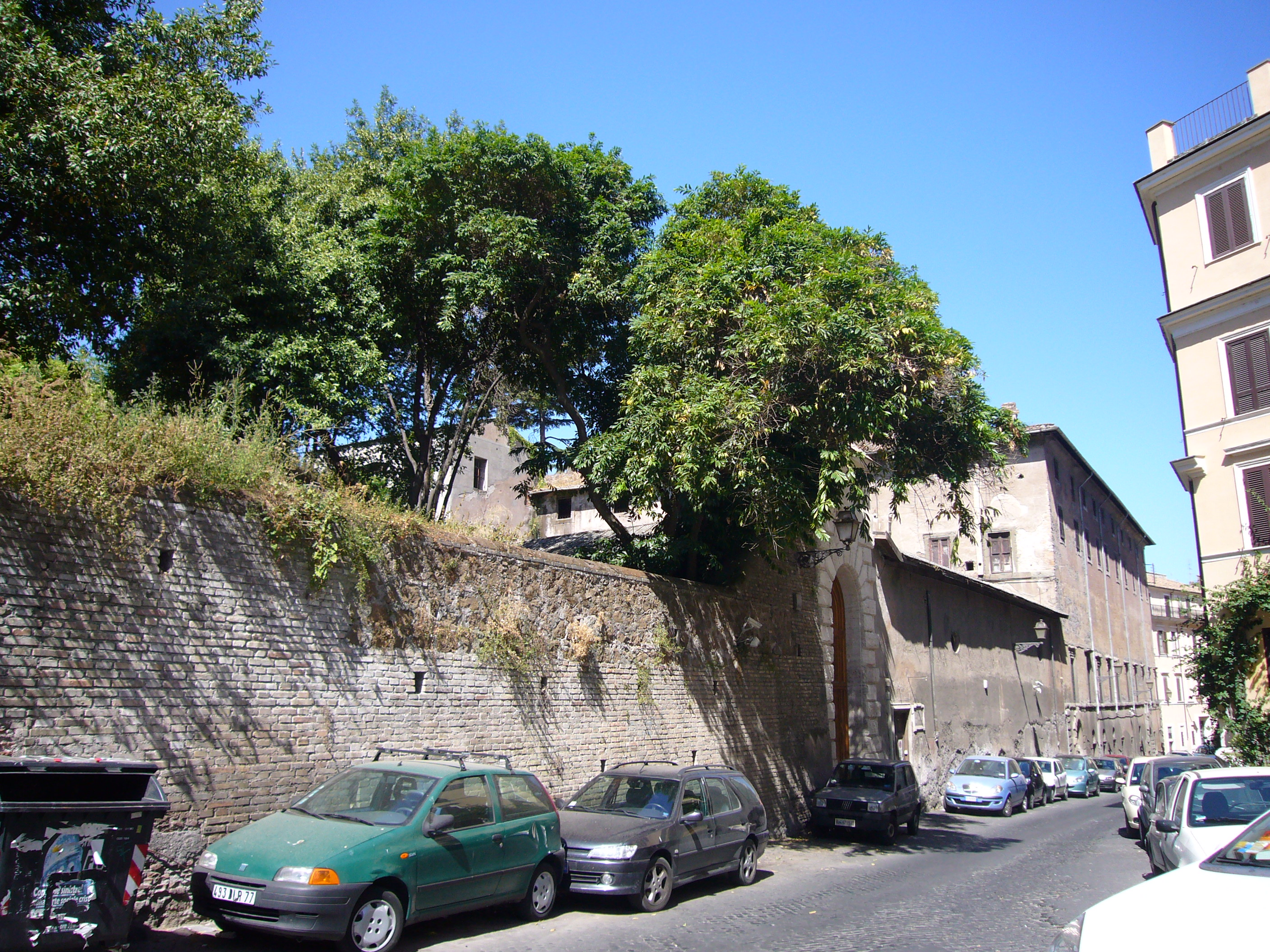
Vista do palácio na Via del Colosseo.

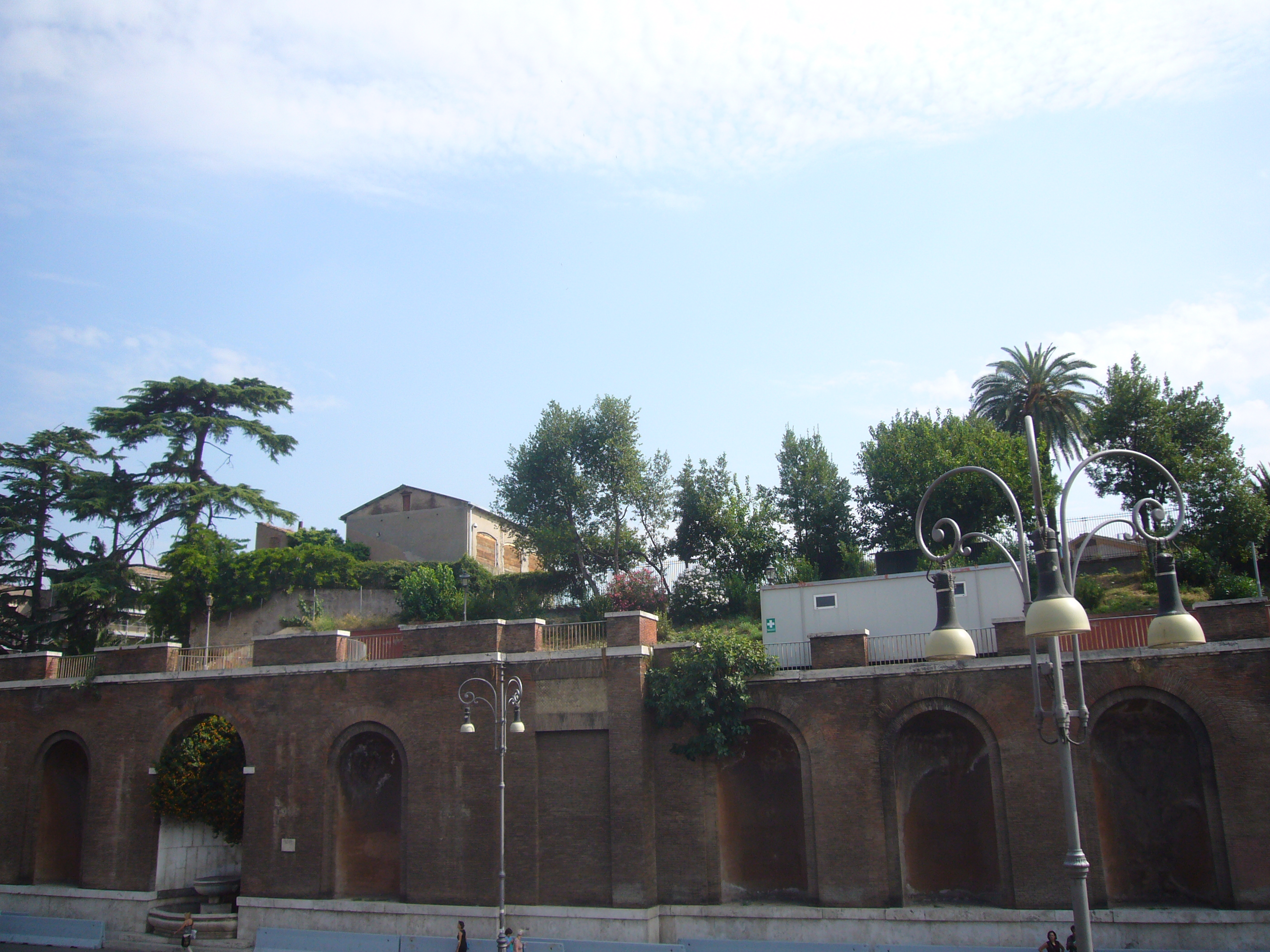
Vista da elevação onde está o palácio (o que restou do monte Vélia). Na muralha de contenção, a fonte.

Em 1577, seus herdeiros o alugaram em usufruto ao cardeal Alessandro de' Medici, futuro papa Leão XI, que, por sua vez, o alugou a um Colonna. Com a morte de Medici, os Silvestri venderam a villa, em 1609, ao cardeal Lanfranco Margotti, que morreu apenas dois anos depois. Após alguns anos de abandono, os herdeiros de Margotti o venderam, em 1625, a um outro cardeal, Carlo Emmanuele Pio di Savoia, que morreu quinze anos depois. Com sua morte, a propriedade foi vendida ao "Conservatorio delle Zitelle Mendicanti", dedicado ao apoio de viúvas empobrecidas, patrocinado pelo monsenhor Ascanio Rivaldi, que dedicou sua herança a esta obra piedosa. O "Conservatório das viúvas" ("Conservatori delle zitelle") — assim como vários outros por toda Roma — era uma instituição que abrigava mulheres pobres e seus filhos, dando-lhes um sustento e uma profissão aos jovens. A villa foi reestruturada para este fim, formando um convento e uma fábrica têxtil na qual trabalhavam as mulheres. Como grande parte das instituições similares em Roma, depois da unificação da Itália (1870) o Conservatorio foi transformado num Pio Istituto (Rivaldi neste caso).
Contudo, o pior golpe para o complexo ocorreu em 1932, com as obras de abertura da nova Via dell'Impero (Via dei Fori Imperiali), que levou à destruição completa do monte Vélia, a pequena colina sobre a qual estava originalmente o jardim (que chegava até a abside da Basílica de Maxêncio). Também foram demolidas todas as edificações renascentistas e barrocas nas imediações. Em 1949, o palácio e todas as suas decorações, internas e externas, foram declaradas "de interesse histórico" e, já muito mutilada, a villa passsou, em 1975, para o Istituto Santa Maria in Aquiro (ISMA).
A partir de então, edifício permaneceu abandonado e foi ocupado por grupos políticos em 1976, recebendo então o nome de "Convento Occupato", um destino similar ao sofrido por diversos imóveis abandonados em Roma por seus proprietários, geralmente empobrecidas instituições religiosas que os herdaram sem condições de mantê-los. Naqueles anos, muitos artistas famosos passaram por ali, incluindo o grupo Stradaperta, o cantor Muzzi Loffredo, o baterista americano Marvin Boogaloo Smith e o percussionista Karl Potter.
Na década seguinte, o complexo foi abandonado e hoje está em perigo de ruir.

## Fonte naVia dei Fori Imperiali
Na seção da Via dei Fori Imperiali encostada na elevação onde está o palácio (o que restou do monte Vélia) e onde ficavam os antigos jardins da villa, está uma fonte moderna: sua bacia superior é antiga e foi encontrada em 1696 durante uma ampliação do Porto di Ripa Grande. O papa Inocêncio XII doou-a ao Palazzo di Montecitorio, onde ela foi utilizada para decorar o pátio interno. Quando o palácio foi novamente modificado para receber a Câmara dos Deputados, a bacia foi removida e transferida, por sugestão de Antonio Muñoz, para sua posição atual.

## Escavações
Em 1596, Don Marzio Colonna obteve permissão para escavar em seu próprio jardim para conseguir novas estátuas para sua coleção. Em 1664, novas descobertas foram realizadas "aparentemente do tempo de Tito". Em 1780, o papa Pio VI concede nova permissão e mais obras preciosas foram encontradas. Durante a demolição do monte Vélia, em 1932, foram encontradas diversas ruínas, incluindo uma casa romana.